# Clemente Bondi

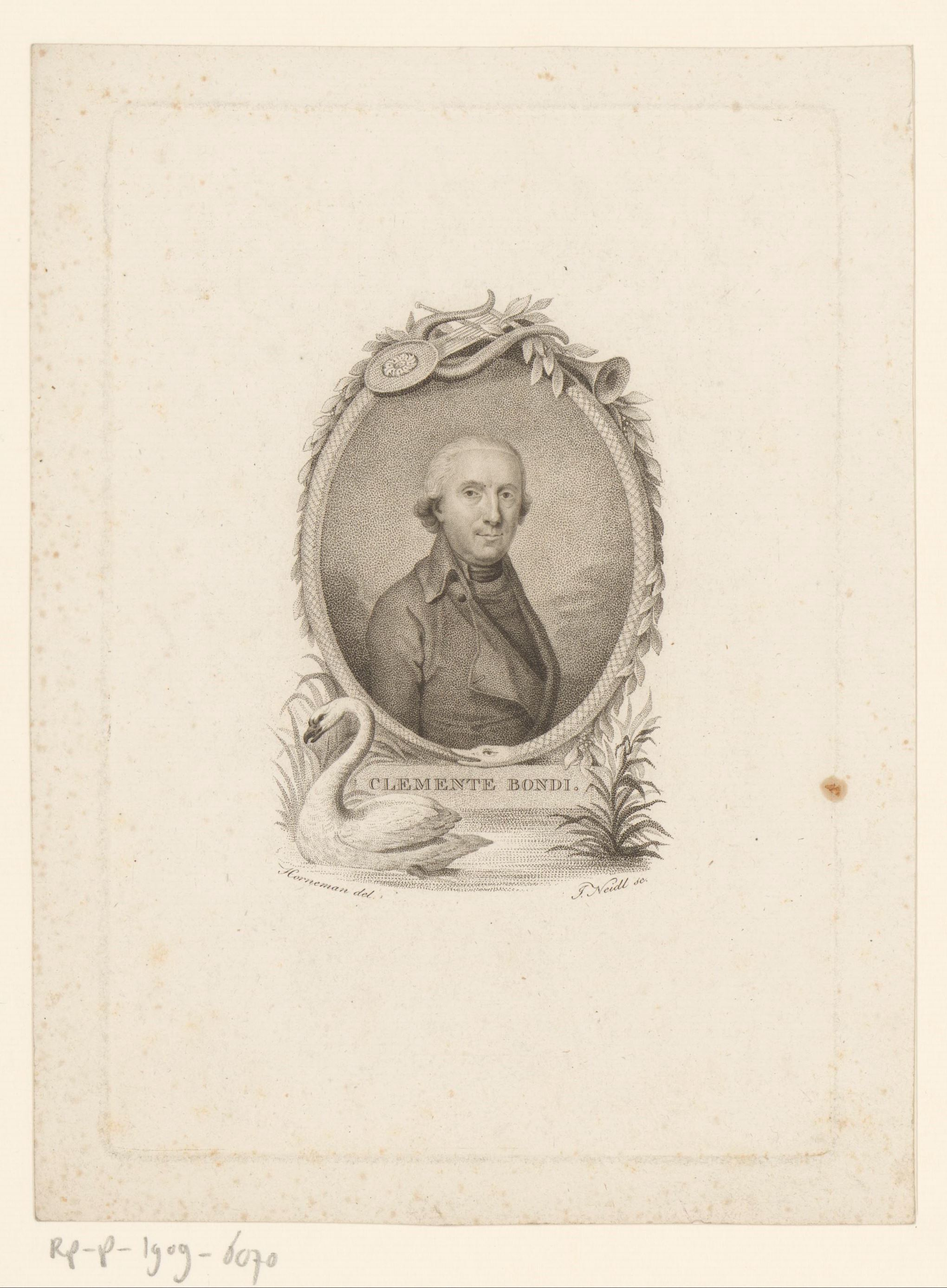
Clemente Donnino Luigi Bondi

Clemente Donnino Luigi Bondi (* 27. Juni 1742 in Mezzano Superiore; † 20. Juni 1821 in Wien) war ein italienischer Dichter und Übersetzer.

## Leben und Werk
Clemente Bondi trat 1760 in den Jesuitenorden ein und wurde sehr jung Professor der Beredsamkeit am Seminar in Parma. Von der Kongregation angefeindet, weil er die Aufhebung des Ordens (1773) in einer allegorischen Kanzone gefeiert hatte, musste er sich eine Zeitlang in Tirol verbergen. Nach Italien zurückgekehrt, lebte er in Venedig, Mantua und schließlich in Mailand, wo er im Erzherzog Ferdinand einen Schirmherrn fand. Dieser ernannte ihn 1797 zu seinem Bibliothekar in Brünn und übertrug ihm die Erziehung seiner Söhne. Durch dieses Verhältnis kam er 1810 dauerhaft nach Wien, wo er Lehrer von Maria Ludovika, der 1816 verstorbenen dritten Gemahlin des Kaisers Franz, in Geschichte und Literatur wurde. Am 20. Juni 1821 starb er im Alter von 79 Jahren in Wien an der Wassersucht.
Bondis Gedichte gehören der lyrischen, didaktischen, satirischen und elegischen Gattung an und zeichnen sich durch edlen Stil und Leichtigkeit der Versifikation aus. Unter anderem dichtete er seine berühmt gewordene Giornata villereccia (1773) in drei Gesängen, eine komische Schilderung der ländlichen Freuden der Konviktualen. Zu seinen längeren Poemen zählen außerdem La felicità (1775), Il governo pacifico, La moda (1777) und Le conversazioni (1778). Unter seinen Übersetzungen sind die der Metamorphosen Ovids, namentlich aber die der Aeneis Vergils (Prachtausgabe in 2 Bänden, Parma 1793) geschätzt. Seine sämtlichen eigenen Dichtungen erschienen 1778 in 2 Bänden in Padua, 1798 in 6 Bänden in Venedig und 1808 in einer Prachtausgabe in 3 Bänden in Wien.